# Onthophagus glabratus
Onthophagus glabratus là một loài bọ cánh cứng trong họ Bọ hung (Scarabaeidae).